# Carl Christian Vogel von Vogelstein

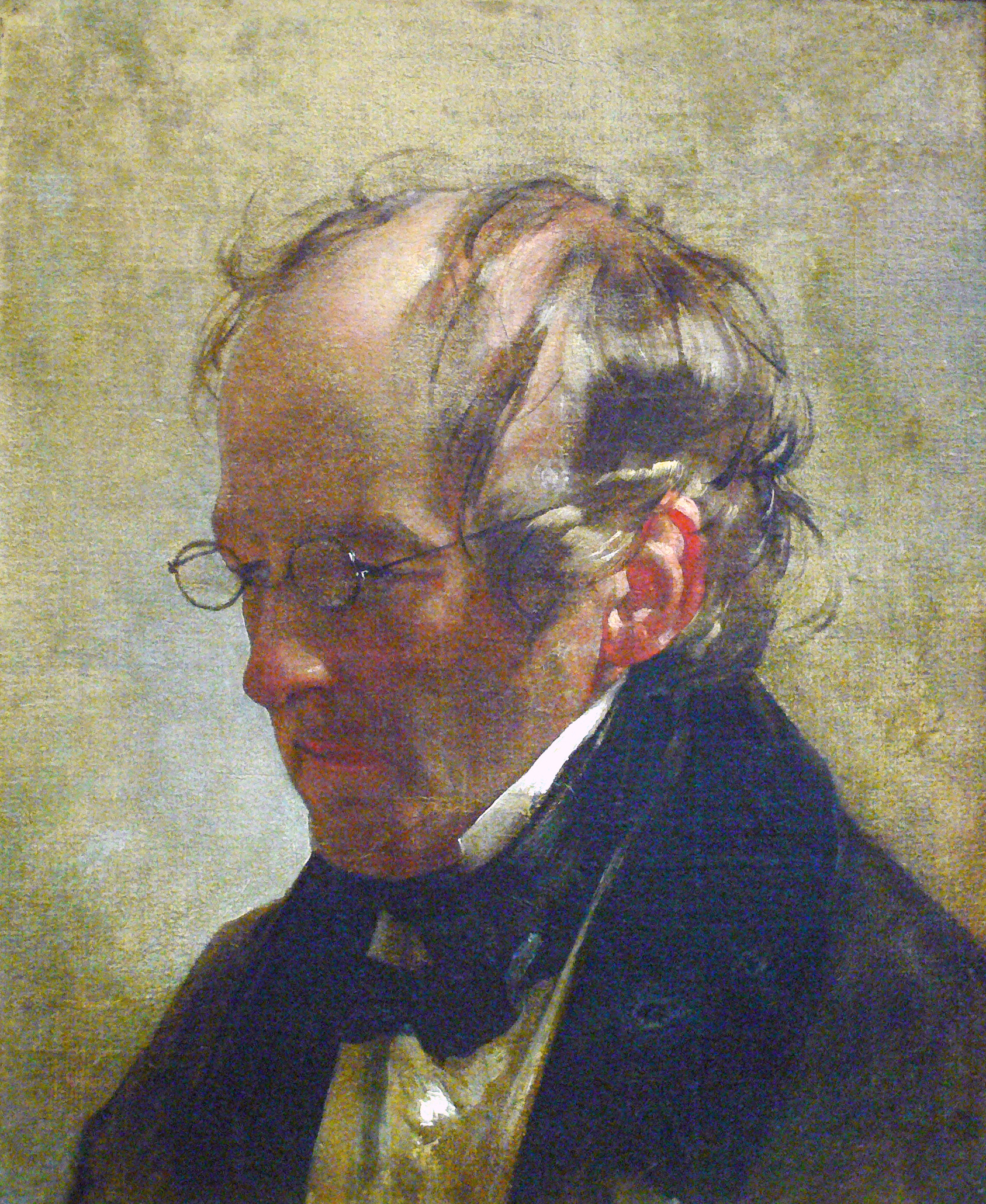
Carl Christian Vogel von Vogelstein, porträtt av Friedrich von Amerling.

Carl Christian Vogel, 1831 adlad von Vogelstein, född den 26 juni 1788 i Wildenfels, död den 4 mars 1868 i München, var en tysk målare, son till Christian Leberecht Vogel.
Vogel var elev av sin fader och av akademien i Dresden, reste som porträttmålare till Ryssland, där han 1808-12 vistades i Petersburg, uppehöll sig i Italien 1813-20, var 1820-53 professor i Dresden och flyttade 1853 till München. 
Förutom porträtt (påven Pius VI, Ludwig Tieck, den sistnämnde i Berlins nationalgalleri), där han hade sitt bästa område, målade han allegorier som Konsterna förskönar livet (slottet i Pillnitz) och religiösa ämnen i nyromantisk anda: Kristi frestelse, Kristi dop, Den heliga Anna lär sin dotter Maria läsa, Den Heliga jungfruns levnad
(kapellet i Pillnitz) och Tronande madonna. Han målade även bildserier till Dantes "Divina commedia", Goethes "Faust", Vergilius "Æneis".